# Silje Norendal
Silje Norendal, née le 1er septembre 1993 à Kongsberg, est une snowboardeuse norvégienne spécialisée dans les épreuves de slopestyle, de half-pipe et de boardercross. Elle est en couple depuis mars 2017 avec Baptiste Lemaire, freestyle-freerider franco-suisse.
Elle a remporté la médaille d'or en slopestyle aux Winter X Games Europe à Tignes en 2013 et aux Winter X Games à Aspen en 2014 et 2015.
Elle a également remporté la médaille d'or en big air aux Winter X Games Europe à Hafjell en 2017.
Elle participe aux Jeux olympiques d'hiver de 2014 à Sotchi, en Russie, où elle finit à la quatrième place des demi-finales de slopestyle avec un score de 78,75 points. Elle marque 49,50 points dans la finale femme de slopestyle, ce qui la classe à la onzième place.
En 2017, elle obtient la médaille de bronze en big air aux championnats du monde de snowboard dans la Sierra Nevada, en Espagne.
Lors des Jeux olympiques d'hiver de 2018 à Pyeongchang (Corée du Sud), elle termine quatrième de la finale de slopestyle avec un score de 73,91 points, et 6ème de la finale de big air avec un score de 131,50.